# Tyrotama incerta
Espèce
Synonymes
- Tama incerta Tucker, 1920

Tyrotama incerta est une espèce d'araignées aranéomorphes de la famille des Hersiliidae.

## Distribution
Cette espèce se rencontre en Afrique du Sud au Cap-Occidental et au Cap-Occidental et en Namibie,.

## Description
La femelle mesure 9,45 mm.

## Systématique et taxinomie
Cette espèce a été décrite sous le protonyme Tama incerta par Tucker en 1920. Elle est placée dans le genre Tyrotama par Foord et Dippenaar-Schoeman en 2005.

## Publication originale
- Tucker, 1920 : « Contributions to the South African Arachnid Fauna. II. On some new South African spiders of the families Barychelidae, Dipluridae, Eresidae, Zodariidae, Heracliidae, Urocteidae, Clubionidae. » Annals of the South African Museum, vol. 17, p. 439-488 (texte intégral).